# Шакарян, Мария Сумбатовна
Мари́я Сумба́товна Шакаря́н (арм. Մարիա Սմբատի Շաքարյան; 16 января 1924 — 22 августа 2003) — советский и российский учёный-правовед, специалист по гражданскому процессуальному праву, профессор, заслуженный юрист РСФСР, доктор юридических наук, лауреат высшей юридической премии «Фемида» (2003).

## Биография
Родилась в селе Хнушинак Мартунинского района Нагорно-Карабахской автономной области Азербайджанской ССР — ныне село Ханоба Ходжавендского района Азербайджана. Настоящим днём рождения является 16 января, а дата 18 января была указана при оформлении паспорта по ошибке.
После окончания с отличием в 1946 в городе Баку году юридического факультета Азербайджанского государственного университета имени С. М. Кирова обучалась в аспирантуре заочного обучения Московского юридического института по кафедре гражданского права.
Профессиональную и научную карьеру начала в 1950 году в качестве сотрудника Московской государственной юридической академии (ВЮЗИ, МЮИ).
Защита кандидатскую диссертацию на тему «Некоторые вопросы возмещения убытков, причинённых нарушением условий договора, заключённого между социалистическими организациями», состоялась в 1955 году.
После защиты в 1972 году докторской диссертации на тему «Субъекты советского гражданского процессуального правоотношения» ей в 1974 году было присвоено учёное звание профессора.
С 1971 года по 22 августа 2003 года оставалась бессменной заведующей кафедрой гражданского процесса МГЮА.

## Научная деятельность
В рамках гражданского процессуального права М. С. Шакарян особенно глубоко занималась проблемами надзора в гражданском процессе. Многочисленные исследования были направлены на анализ путей реализации конституционного права на судебную защиту, совершенствования гражданского процессуального законодательства и практики его применения.
За свою карьеру М. С. Шакарян опубликовала более 200 научных работ, в том числе монографии:
- «Субъекты советского гражданского процессуального права» (1970 г.);
- «Учение о сторонах в советском гражданском процессе» (1983 г.)
- «Участие в гражданском процессе органов государственного управления» (1983 г.)
- «Участие в гражданском процессе третьих лиц» (1978 г.).

Большинство подготовленных М. С. Шакарян статей разрабатывали актуальные на тот момент проблемы теории гражданского процессуального права, реализации конституционного права на судебную защиту на различных стадиях гражданского судопроизводства, субъектного состава гражданских процессуальных правоотношений.
М. С. Шакарян явилась соавтором (в том числе в некоторых из них — ответственным редактором) 10 изданий учебников, выпущенных с 1957 по 2002 гг.
Более 15 лет возглавляла диссертационный совет МГЮА по цивилистическим отраслям науки.
За вклад в правовое просвещение и образование, развитие юридической науки и практики 15 мая 2003 г. ей был вручён дипломом журнала «Российская юстиция».
24 ученика стали кандидатами юридических наук, из них одна — Людмила Алексеевна Грось — стала доктором юридических наук.

## Общественная деятельность
В качестве председателя подгруппы по пересмотру судебных постановлений в составе рабочей группы Президиума Верховного Совета СССР в период 1962—1964 гг. занималась координацией работы над ГПК СССР всех союзных республик .
С 1993 г. по 2002 г. участвовала в разработке ГПК РФ в составе профильной рабочей группы, за что была награждена высшей юридической премией «Фемида».
С 1973 г. член научно-консультативного совета Верховного Суда РСФСР.
С 1995 г. — член НКС Высшего Арбитражного Суда РФ.
С 1975 г. по 1992 г. была членом НКС Верховного Суда СССР.

## Список трудов
- Шакарян М. С. Комментарий к Гражданскому процессуальному кодексу Российской Федерации / Шакарян М. С.. — 2003. — М.: ТК Велби, 2003. — 688 с. — ISBN 5-98032-298-0.
- Гражданское процессуальное право России : учеб. / отв. ред. М. С. Шакарян. — 2-е изд., испр. и доп. — М. : Былина, 1998. — 504 с.
- Гурвич, М. А. Учение об иске (состав, виды) : учеб. пособие / М. А. Гурвич; отв. ред. М. С. Шакарян. — М. : ВЮЗИ, 1981. — 40 с.
- Сборник задач по гражданскому процессуальному праву / ред. М. С. Шакарян. — М. : ЮРИСТЪ, 1999. — 144 с. — ISBN 5-7975-0021-3
- Комментарий к Гражданскому процессуальному кодексу РСФСР (научно-практический) / ред. М. С. Шакарян. — 2-е изд., перераб. и доп. — М. : ЮРИСТЪ, 2001, 2002. — 944 с. — ISBN 5-7975-0399-9 : 52.65
- Гражданское процессуальное право : учебник / С. А. Алехина, В. В. Блажеев [и др.]; ред. М. С. Шакарян ; Моск. гос. юрид. акад. — М. : ТК Велби, Изд-во Проспект, 2004. — 584 с. — ISBN 5-98032-367-8
- Гражданское процессуальное право России : учебник / ред. М. С. Шакарян — М. ,1996
- Шакарян М. С. Участие третьих лиц в советском гражданском процессе / М. С. Шакарян. — М. : ВЮЗИ, 1990. — 35 с.
- Шакарян М. С. Субъекты советского гражданско-процессуального права / М. С. Шакарян. — М. : ВЮЗИ, 1970.
- Шакарян М. С. Соучастие по советскому гражданскому процессуальному праву / М. С. Шакарян //Труды Всесоюзного юридического заочного института / ред. М. С. Шакарян . — М.: ВЮЗИ. — 1974 . — Том 38: Вопросы науки советского гражданского процессуального права . — С. 103—123
- Шакарян М. С. Актуальные проблемы гражданского процессуального права в свете Конституции СССР 1977 года / М. С. Шакарян //Труды Всесоюзного юридического заочного института. Актуальные проблемы суда, арбитража и прокурорского надзора в свете Конституции СССР 1977 года . — М.: ВЮЗИ. — 1979 . — С. 3-11
- Шакарян М. С. Задачи науки гражданского процессуального права в свете решений майского (1982 г.) Пленума ЦК КПСС / М. С. Шакарян // Правовое обеспечение Продовольственной программы СССР : сб. науч. тр./ Всесоюзн. юридич. заоч. ин-т. — М.: ВЮЗИ. — 1985 . — С. 35-41
- Шакарян М. С. О методике чтения установочных лекций для студентов — заочников / М. С. Шакарян //Труды Всесоюзного юридического заочного института. — М.: ВЮЗИ. — 1977 . — Том 55: Вопросы преподавания в вечерних и заочных юридических вузах . — С. 34-49
- Шакарян М. С. К вопросу о понятии и составе лиц, участвующих в гражданских делах / М. С. Шакарян //Труды Всесоюзного юридического заочного института. — М.: ВЮЗИ. — 1970 . — Том 16 Ч. 2 . — С. 160—195
- Шакарян М. С. К вопросу о теории так называемой «юридической процессуальной формы» / М. С. Шакарян, А. К. Сергун // Проблемы соотношения материального и процессуального права : сб. науч. тр./ Всесоюзн. юридич. заоч. ин-т. — М.: ВЮЗИ. — 1980 . — С. 61-86
- Шакарян М. С. Понятие субъектов советского гражданского процессуального права и правоотношения и их классификация / М. С. Шакарян //Труды Всесоюзного юридического заочного института. — М.: ВЮЗИ. — 1971 . — Том 17: Вопросы гражданского процессуального права . — С. 70-165
- Шакарян М. С. О методике чтения установочных лекций для студентов — заочников / М. С. Шакарян // Проблемы методики преподавания в заочном юридическом вузе : сб. науч. тр./ Всесоюзн. юридич. заоч. ин-т. — М.: ВЮЗИ. — 1985 . — С. 35-48
- Шакарян М. С. Основы гражданского судопроизводства (значение, некоторые вопросы совершенствования и толкования) / М. С. Шакарян // Основы гражданского судопроизводства и развитие гражданского процессуального законодательства и теории : сб. науч. тр./ Всесоюзн. юридич. заоч. ин-т. — М.: ВЮЗИ. — 1982 . — С. 3-15
- Шакарян М. С. Проблемы совершенствования правосудия по гражданским делам и гражданского процессуального законодательства в современный период / М. С. Шакарян // Проблемы защиты субъективных прав граждан и организаций в свете решений XXVI съезда КПСС : сб. науч. тр./ Всесоюзн. юридич. заоч. ин-т. — М.: ВЮЗИ. — 1988 . — С. 3-17
- Шакарян М. С. Соотношения судебной формы с иными формами защиты субъективных прав граждан и организаций / М. С. Шакарян // Актуальные проблемы защиты субъективных прав граждан и организаций : сб. науч. тр./ Всесоюзн. юридич. заоч. ин-т. — М.: ВЮЗИ. — 1985 . — С. 7-17
- Тараненко В. Ф. Некоторые новые положения гражданского процессуального права по ГПК союзных республик / В. Ф. Тараненко, М. С. Шакарян; отв. ред. М. А. Гурвич — М.: ВЮЗИ. — 1967. — 72 с.
- Шакарян М. С. Участие в советском гражданском процессе органов государственного управления: лекция для студентов / М. С. Шакарян. — М.: ВЮЗИ. — 1978. — 36 с.